# Un souhait pour Noël (téléfilm, 2011)
Pour les articles homonymes, voir Un souhait pour Noël.
Un souhait pour Noël (A Christmas Wish) est un téléfilm de Noël américain réalisé par Craig Clyde et diffusé le 20 novembre 2011 sur Hallmark Channel.

## Synopsis
Quelques jours avant Noël, le mari de Martha la quitte pour une jeune femme qui va vider leur compte en banque. Mise à la rue avec ses deux fillettes et son fils, Martha cherche un travail et un endroit où dormir. Elle est engagée par Trudy, adorable veuve et gérante d’un pub. Elle s’attire vite les sympathies de toute la clientèle et rencontre Joe Hopkins, Shérif de la ville, aussi célibataire que charmant...

## Fiche technique
- Titre original : A Christmas Wish
- Réalisation : Craig Clyde (en)
- Scénario : Craig Clyde
- Photographie : Brandon Christensen
- Musique : Russ Whitelock
- Durée : 100 minutes
- Pays : États-Unis

## Distribution
- Kristy Swanson : Martha Evans
- Aline Andrade : Clarice
- Danielle Chuchran : Jeanie Bullington
- K. C. Clyde (de) : Joe Hopkins
- Lilee Clyde : Katie
- Kirstin Dorn : Mel Evans
- Lloyd Eisler : Bad Bob
- Tess Harper : Trudy Willis
- Michael G. Hagerty : Owen Bullington
- Bart Johnson : Cal Evans